# Jeanne Chézard de Matel
Jeanne Chézard de Matel (6. listopadu 1596 Roanne – 11. září 1670 Paříž) byla francouzská řeholnice, mystička a zakladatelka Řádu Vtěleného Slova a Nejsvětější svátosti.

## Život
Narodila se 6. listopadu 1596 v Roanne do rodiny šlechtice a vojáka Jeana Chézarda a Jeanne Chaurier. Pokřtěna byla v den narození v kostele svatého Štěpána. Vyrůstala ve zbožném prostředí a chovala velkou úctu k Marii, svatému Josefu a archandělovi Michaelovi. Ve dvanácti letech přijala první svaté přijímání.
V dospívání žila aktivním společenským životem, milovala večírky, tanec a zábavu. Roku 1616 si její otec přál aby se vdala, ale sama pociťovala touhu po řeholním životě. Nejprve zvažovala stát se karmelitánkou, později zas stát se voršilkou. Z jejích spisů se také zdá, že uvažovala o vstupu do řádu vizitantek a klarisek. Během dvaceti let života strávila šest let snahou rozpoznat své povolání.
Dne 2. července 1625, ve věku devětadvaceti let, zahájila Jeanne pod vedením svých duchovních vůdců se dvěma společnicemi v Roanne založení Řádu Vtěleného Slova a Nejsvětější svátosti, ale brzy se přestěhovala do Lyonu. V raných fázích uvažovala o pojmenování řádu po Beránkovi Božím. Přesto jí Ježíš v modlitbě a rozlišování údajně zjevil, že název řádu má být pouze „Vtělené Slovo, neboť v něm je vyjádřeno vše, kým jsem“.
Lyonský arcibiskup kardinál Alphonse-Louis du Plessis de Richelieu se stavěl proti založení řádu. Mnoho žen se k Jeanne připojilo s touhou žít řeholním životem. Během těchto let usilovala o souhlas se založením řádu v Roanne, Lyonu a Paříži. Zatímco komunita čekala na schválení církve, zřídila internátní školy pro dívky.
Po celý svůj život, jak osobní, tak i jako zakladatelka, se Jeanne setkávala s odporem, kritikou a dalšími obtížemi. Dokonce odkládala splnění svého přání přijmout hábit a složit řeholní sliby. Teprve na smrtelné posteli se Jeannino přání splnilo. Navzdory všemu přijala Jeanne de Matel hábit řádu, který založila, a složila řeholní sliby několik hodin před svou smrtí. Zemřela 11. září 1670.

## Proces svatořečení
Proces byl zahájen v 80. letech 20. století v lyonské arcidiecézi. Dne 7. března 1992 uznal papež Jan Pavel II. její hrdinské ctnosti.